# On a Clear Day I Can't See My Sister
On a Clear Day I Can't See My Sister, llamado Cuando el día está claro no veo a mi hermana en España y Lejos de mi hermana en Hispanoamérica, es un episodio perteneciente a la decimosexta temporada de la serie animada Los Simpson, emitido originalmente el 6 de marzo de 2005. El episodio fue escrito por Jeff Westbrook y dirigido por Bob Anderson. Gary Busey fue la estrella invitada, interpretándose a sí mismo. En este episodio, Lisa, cansada de los abusos de Bart, decide activar una orden de alejamiento en su contra, mientras que Homer empieza a trabajar en un hipermercado. 

## Sinopsis
Todo comienza cuando los estudiantes de la Escuela Primaria de Springfield van a un viaje al Glaciar de Springfield. Desafortunadamente, el glaciar se había derretido demasiado, convirtiéndose en un lago pequeño con un trozo de hielo en el medio. Lisa dice que el derretimiento era una consecuencia del calentamiento global. El guardaparques de la zona niega esto, diciendo que la posición del gobierno sobre el calentamiento global es que no existe. Bart, por su parte, hace el viaje de Lisa una verdadera pesadilla, burlándose de ella en el autobús o dibujándola para que todos la viesen. Lisa pronto comienza a decirles a los niños, desesperadamente, que el calentamiento global acabaría con todos, pero no tiene éxito. Bart comienza a humillarla y tormentarla cada vez más. Lisa se pone cada vez más enojada, y termina siendo empujada hacia el agua. Los niños, luego, vuelven al autobús. Lisa, ya absolutamente furiosa, promete venganza sobre Bart. 
Mientras tanto, Homer y Marge van a comprar al Sprawl-Mart de Springfield, en donde el Abuelo trabajaba como ayudante. Pronto causa un accidente que lo pone en acción, y Homer le roba su trabajo. Homer realiza un trabajo tan bueno que el dueño del local le da una posición de tiempo completo. 
Al día siguiente, Lisa se presenta ante Bart diciéndole que le había puesto una orden judicial. Bart es obligado a estar alejado veinte pies de Lisa todo el tiempo, o tendría que afrontar problemas legales. El jefe Wiggum le muestra una cinta a la familia en donde se mostraba cómo eran las órdenes judiciales. Para hacer la orden más fácil de cumplir, Homer hace un palo de 20 pies (6 metros) de largo con un destornillador en una de las puntas, con el cual Lisa podía separarse de Bart. Sin embargo, la vara afecta la vida de Bart en su casa y en la escuela, en donde el director Skinner le asigna al jardinero Willie para que sea su maestro. Después de ver a Bart deprimido y a Lisa disfrutando torturarlo, Marge hace una petición en la corte para que la orden sea anulada. Bart, sin intención, se convierte en un antagonista e insulta a la jueza, quien modifica la orden para declarar que Bart debería estar alejado 200 pies (60 metros) de distancia de Lisa. Bart ahora sólo podría vivir en el límite de la propiedad de los Simpson. Mientras vive allí, su nivel de vida decae mucho. Vive con perros callejeros y usa el jardín de baño. Marge lo observa con ansiedad, consciente de que su hijo estaba perdiendo la salud. 
En el Sprawl-Mart, Homer es obligado a trabajar horas extras sin que le paguen, y es encerrado en la tienda durante horas. Cuando se queja, es dolorosamente electrocutado. El jefe revela que tienen un "chip de obediencia", que había sido introducido en sus cuellos en la revisión médica. Cuando el jefe se va, Homer se arranca su chip. Luego les dice a los otros empleados que hagan lo mismo, y estos le revelan que ya lo habían hecho hacía años y que, además, robaban artículos de la tienda cuando estaban solos a la noche. Homer se va de la tienda para siempre, llevándose muchos televisores de plasma robados con él. 
Bart todavía continuaba en el jardín, compitiendo con un perro por un filete. Marge ya estaba enojada con Lisa, y le sugiere que termine con la orden. Sin embargo, ella dice que Bart no había hecho ni siquiera tres cosas buenas por ella en su vida. Marge le dice dos (llevarle la tarea cuando estaba enferma, y subirle el ánimo cuando se había muerto su hámster), y Lisa mira por la ventana, en donde ve que Bart había hecho una enorme estatua de ella hecha con hierba seca, y con esto Lisa ve que esta es “la tercera cosa buena que Bart ha hecho por ella”. Felizmente, corre a encontrarse con él, pero aparecen los abusones de la escuela para revelar que su intención era la de quemar la estatua. Lisa al principio queda desilusionada, pero luego Bart le dice que el fuego representaba su habilidad para la música, y ella admite que se había equivocado y que quitaría la orden judicial. La familia se reúne y canta la canción Tijuana Taxi.